# Les Petites Canailles (film)
Pour les articles homonymes, voir Les Petites Canailles.
Pour plus de détails, voir Fiche technique et Distribution.
Les Petites Canailles (Mamma ci penso io) est un film italien réalisé par Ruggero Deodato et sorti en 1992.

## Synopsis
À Caracas, un garçon nommé Danny Morris est jeté à la rue après que sa mère Jane Morris ait été arrêtée pour contrebande. Il rejoint une bande d'enfants de rue et ils vont ensemble trouver le vrai coupable.

## Fiche technique
Sauf indication contraire, les informations mentionnées dans cette section peuvent être confirmées par la base de données cinématographiques IMDb,  présente dans la section « Liens externes ».
- Titre original : Mamma ci penso io[1]
- Titre français : Les Petites Canailles[2]
- Réalisation : Ruggero Deodato
- Scénario : Ruggero Deodato, Oddone Cappellino, Andrea Manni (it)
- Photographie : Roberto Forges Davanzati (it)
- Montage : Gianfranco Amicucci
- Musique : Mario Raja
- Décors : Milton Crespo
- Costumes : Ingrid Mignone (sous le nom de « Millina Deodato »)
- Production : Giovanni Bertolucci, André Koob , Mario Sampaolo
- Société de production : Eurogroup Film, SACIS, San Francisco Film
- Pays de production :  Italie -  France
- Langue originale : anglais
- Format : Couleur - Son stéréo - 35 mm
- Genre : comédie dramatique
- Durée : 91 minutes (1 h 31[1])
- Dates de sortie: 
  - Italie : 9 octobre 1992
  - France : 16 juin 1993[2]

## Distribution
- Christopher Masterson : Danny Morris
- Elizabeth Kemp : Jane Morris
- John Rothman : Le consul des États-Unis
- Dolly Carroll : Pearl Morris